# ナショナルセンター (労働組合)
ナショナルセンター（National Center）とは労働組合の全国中央組織である。労働組合が加盟する連合組織であり、加盟組合のまとめ役や共同行動を主眼に置いた組織である。
また、広義でのナショナルセンターは特定の産業や分野などでなる連合会や協議会なども含む。だが、これらには直接的な組織としての地域連合会を持たないことが多い。

## 概説
加盟単位は国やナショナルセンターごとに違うが、大別すると
1. 地域連合会：地域別の組合の連合会または協議会など。
2. 企業別労働組合：企業単位で組織された組合。
3. 職種別労働組合：職種別に組織された組合。
4. 単位産業別労働組合（単産）：産業別に組織された組合（の連合会、協議会など）。
5. 単位労働組合（単組）：各職場ごとの組合（の支部、分会など）。

が挙げられる。ただし、単産や単組の使われ方はあいまいで、明確な線引きや使われ方がされているわけではない。また、5.については上部組織が加盟しているところとは違うナショナルセンターに加盟している組合もある。
他にも、ナショナルセンターは労働者の代表として政治的要求をすることが多い。ナショナルセンターによっては選挙に候補を立てて議員を持つものもある。そこまではいかなくても、何らかの形で政党と協力、支援をしているものが数多い。
一般的に組合員数や加盟組合数が多いほど、数の力によって政府や政党や雇用側に対して影響力が大きくなる。ただし実際は、政策や姿勢などによっても影響力は大きく変わる。
ナショナルセンターの様子は国などによって違い、イギリスなどのように一国につき一つのナショナルセンターの国や、日本や韓国・フランス・アメリカなどのように複数のナショナルセンターがある国もある。

## 国際組織
- 国際労働組合総連合(国際労組総連合・ITUC)
国際自由労働組合総連盟(国際自由労連ICFTU)と国際労連（WCL）が2006年11月1日に合併して成立
- 世界労働組合連盟(世界労連・WFTU)

## 日本
加盟単位は単位産業別組合（単産）がほとんどで、その下にさらに単産や単位労働組合（単組）が加盟しているという形がほとんどである。
組織はナショナルセンターごとに違いはあるが以下のようなものである。
中央組織
- 大会
- 中央委員会
- 中央執行委員会（これの長が委員長・会長） 
  - 書記局・事務局
  - 会計監査
  - 加盟単位産業組合

地方組織
- 都道府県連合会 
  - 加盟単位組合

### 歴史
ここではナショナルセンターの歴史の概略を述べる。詳しい歴史は各ナショナルセンターの記事にて。

#### 戦前
戦前は現在のナショナルセンターと比べた場合、中央組織も小規模で、単に都市部の労働組合の連合体といった感じであった。これは多くのナショナルセンターの黎明期に共通しているものである。
さて、戦前のナショナルセンターは明治時代末期の1912年に結成された友愛会を起点に、その後身の日本労働総同盟（総同盟）が中心であった。これらは友愛の名が示す通り、キリスト教社会主義者が主導しており、共産主義には批判的であった。それに対し、左派や中間派が総同盟から分裂。日本共産党の影響下にあった日本労働組合評議会はその戦闘的性格もあり、三・一五事件などで厳しい弾圧が加えられ、解散、壊滅に追いやられた。全国大衆党系の中間派、全国労働組合同盟（全労）は一時は最大組織となるも、次第に右傾化。1936年（昭和11年）に総同盟と合流して全日本労働総同盟（全総）を組織する。政治的立場は安部磯雄を指導者とする社会大衆党に近かったが、戦時色が強まると戦争協力を打ち出し、1940年（昭和15年）に大日本産業報国会に合流した。また、これらの流れを不満とした組合が反ファシズムを掲げて日本労働組合全国評議会（全評）をつくるも、1937年（昭和12年）の人民戦線事件で解散させられる。その他の組合も解散か産業報国会などへの合流を余儀なくされる。

#### 戦後
戦後はGHQの政策もあり、労働運動が復活する。その流れの中で、右派や中間派が日本労働組合総同盟（総同盟）を、日本共産党系の左派が全日本産業別労働組合会議（産別会議）を1946年（昭和21年）に組織した。総同盟は当初から労使協調路線をとり、産別会議と対立。だが1947年（昭和22年）の二・一ゼネスト後、産別会議などと共に全国労働組合連絡協議会（全労連）を組織した。しかし、GHQが占領政策を転換して反共主義色を強めると、総同盟と産別会議の対立が再び激化し、総同盟は1948年（昭和23年）に全労連を脱退。全労連は1950年（昭和25年）に団体等規正令を受けて解散する。だが、労働戦線と統一は同年に再びやってくる。産別会議から産別民主化同盟（民同）系の組合が相次いで脱退。さらに総同盟の主流左派、中立組合と合流して、反共を謳う日本労働組合総評議会（総評）を結成。産別会議はそのまま勢力を弱め、1958年（昭和33年）に解散する。
しかし総評から全国産業別労働組合連合（新産別）が離脱。総評では左派が主導権を握り、日本社会党と接近した。これに反発した右派は会派をつくり、後に総評から脱退、総同盟の右派と1954年（昭和29年）に全日本労働組合会議（全労会議）を組織する。全労会議は1962年（昭和37年）の全日本労働総同盟会議（同盟会議）を経て、1964年（昭和39年）に全日本労働総同盟（同盟）に至る。またこれとは別に、地位低下に悩む中立組合が1956年（昭和31年）に中立労働組合連絡会議（中立労連）を組織した。以降、勢力の順に総評、同盟、中立労連、新産別の四大ナショナルセンター時代になる。傾向として総評は官公労組が多く、同盟には民間労組が多い。政治的には総評が日本社会党を、同盟が民社党を支持した。
四大ナショナルセンターの時代も幾度と無く労働戦線統一の動きはあったが、その運動には盛り上がりに欠けていた。そんな中でも、1966年（昭和41年）以降交流を続けていた左派系労組が1974年（昭和49年）に統一戦線促進労働組合懇談会（統一労組懇）を結成。時代は下って1970年代後半からの労働運動の盛り上がりを受けて、四大ナショナルセンターによる全日本民間労働組合協議会（全民労協）が1982年（昭和57年）に結成される。これにより戦線統一は一気に進み、1987年（昭和62年）に同盟と中立労連が解散、全民労協を母体として全日本民間労働組合連合会（連合、全民労連）が結成される。さらに1988年（昭和63年）に新産別が、翌年には総評が解散して、1989年、日本労働組合総連合会（連合）が結成される。
これらの流れは同盟の意向に沿ったもので、これらを労働運動の右傾化と批判する左派系の組合は、統一労組懇を母体とする共産党系の全国労働組合総連合（全労連）を、他にも全国労働組合連絡協議会（全労協）を組織した。総評などに所属していた左派系の組合は多数派の連合に加盟するか、連合以外のナショナルセンターに行って少数派となるかのいずれかを迫られた。また、これによって分裂した組合、そこまではいかなくとも、一部が脱退した組合は多数ある。

### 現在

#### 主要三団体
現在の日本のナショナルセンターは勢力順に以下の通り。
- 日本労働組合総連合会（連合、組合員数：約700万人。立憲民主党、国民民主党、社会民主党を支持。）
- 全国労働組合総連合（全労連、組合員数：約55万人。日本共産党と友好関係。）
- 全国労働組合連絡協議会 (1989-)（全労協、組合員数：約11万人。社会民主党、新社会党、立憲民主党を支持。）

#### 独立系
Category:日本の独立系労働組合も参照せよ。
- 総合サポートユニオン（POSSEの協力組合）
- 全国労組交流センター（中核派を支持。）
- 全国労働組合運動交流会（全労交、赤砦派系を支持。）
- ソーシャルハートフルユニオン(障害者の労働組合)

## アメリカ合衆国
- アメリカ労働総同盟・産業別組合会議（AFL-CIO）

## パラグアイ
- パラグアイ労働者全国連合
- パラグアイ真正中央統一労働組合

## ボリビア
- ボリビア労働者中央本部

## グレートブリテンおよび北部アイルランド連合王国
- 労働組合総連盟

## フランス
- フランス労働総同盟(CGT)
- 労働総同盟・労働者の力(FO)
- フランス民主労働連盟(CFDT)
- フランスキリスト教労働組合連盟(CFTC)

## ドイツ
- ドイツ労働総同盟(DGB)

## イタリア
- イタリア労働総同盟
- イタリア労働組合連盟

## スペイン
- スペイン労働総同盟
- スペイン労働者委員会

## アイルランド
- アイルランド労働組合会議

## コソボ
- コソボ独立労働組合連合

## ロシア連邦
- 全ロシア労働組合連盟
- 独立労働組合連盟
- ロシア労働同盟

## アルバニア
- アルバニア労働組合連盟
- アルバニア独立労働組合連盟

## 中華人民共和国
- 中華全国総工会

## 台湾
- 中華民国全国総工会
- 全国産業総工会

## 大韓民国
- 全国民主労働組合総連盟（民主労総）
- 韓国労働組合総連盟（韓国労総）

## アルジェリア
- アルジェリア一般労働者連合(UGTA)

## ウガンダ
- ウガンダ全国労働組合組織(NOTU)

## エチオピア
- エチオピア労働組合総連合(CETU)

## エリトリア
- エリトリア全国労働組合連盟(NCEW)

## ガンビア
- ガンビア労働者総連合(GWC)

## ケニア
- ケニア労働組合中央組織(COTU(K))

## コモロ
- コモロ全労働者同盟(CTTC)

## サントメ・プリンシペ
- サントメ・プリンシペ労働組合全国組織(ONTSTP-CS)
- サントメ・プリンシペ労働者一般連合(UGT-STP)

## ザンビア
- ザンビア労働組合会議(ZCTU)

## チャド
- チャド労働者自由総連合(CLTT)
- チャド労働組合同盟(UST)

## ジブチ
- ジブチ民主労働連合(UDT)

## ジンバブエ
- ジンバブエ労働組合会議(ZCTU)

## 中央アフリカ
- 中央アフリカ労働者組合総連合 (CSTC)

## チュニジア
- チュニジア労働総同盟(UGTT)

## ニジェール
- ニジェール民主労働者総連合(CDTN)
- ニジェール労働総連合(CNT)
- ニジェール労働組合(USTN)

## ボツワナ
- ボツワナ労働組合連盟(BFTU)

## モザンビーク
- モザンビーク労働組合組織(OTM)

## リベリア
- リベリア労働会議(LLC)